# Royal Villette Charleroi

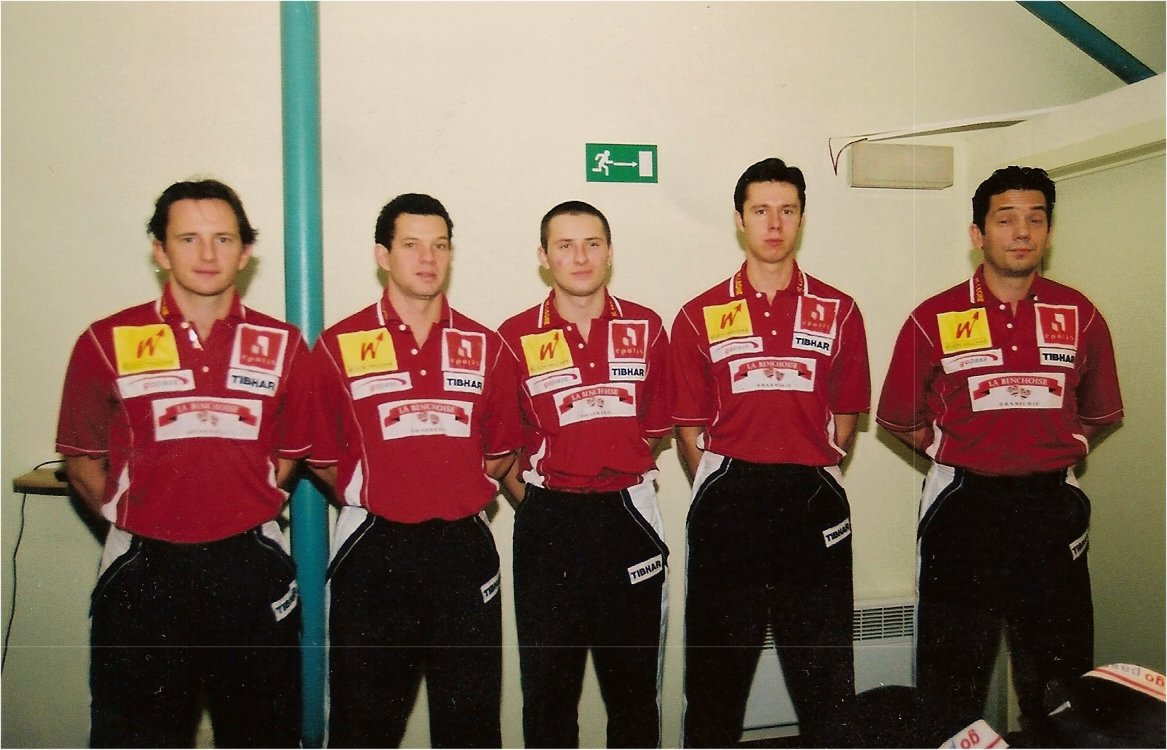
Team aus dem Jahr 2003 – zweiter von rechts: Wladimir Samsonow

Die Royal Villette Charleroi, auch einfach La Villette genannt, ist ein belgischer Tischtennisklub aus Charleroi, der zu den besten Vereinen der Welt gehört. Die ehemaligen Topspieler in Charleroi waren Jean-Michel Saive, Petr Korbel,  Wang Jianjun, Andrej Gaćina,  Wladimir Samsonow, Aleksej Smirnov, Oh Sang-eun, Li Ching,  Oleg Danchenko,  Dimitrij Ovtcharov,  Patrick Chila und Philippe Saive. Der Leiter des Trainerstabs ist Dubravko Škorić.

## Erfolge
- 5-mal Gewinn der Champions League (2001, 2002, 2003, 2004, 2007)
- 4-mal Zweiter in der Champions League (2005, 2006, 2008, 2010)
- 35-mal Belgischer Meister
- 20-mal Belgischer Pokalsieger
- 2-facher Europapokal (Tischtennis) Sieger (1994, 1996)
- 2-mal Zweiter im Europapokal (Tischtennis) (1993, 1995)